# Lydia Beck
Lydia Beck (Deurningen, 1940 – Enschede, 3 augustus 2001) was een plaatselijk bekend zangeres in Twente.

## Loopbaan
Lydia ter Bekke (haar geboortenaam) was gehuwd met Dirk Buurink (ook wel Ben, 1934-2008), die een grote rol speelde in het eveneens Twentse muziekleven. Hij speelde in, bestuurde en gaf leiding aan diverse muziekkorpsen in de regio, zoals bijvoorbeeld de Twentse Politiekapel. Het echtpaar trad op onder de naam Lydia Beck en De Benny's. Lydia Beck kwam tot een viertal singles waarvan de eerste het tot de tipparade van de Nederlandse top 40 (zes weken) wist te brengen. Sommige van haar liedjes zijn vooral te horen op de plaatselijke piratenzenders.

## Discografie
De vier singles zijn uitgegeven door platenlabel Telstar.
- 1973: Grüezl wohl Frau Stirnimaa / Dann kamst du (Grüezl wohl Frau Stirnimaa is een bewerking van een Zwitsers volksliedje)
- 1976: Der Ki-ka-knödelkocher / Der Alt'Ausseer postillon
- 1983: Op de dag / Zilverdraden tussen 't goud (duet met Gert Siebum, eveneens uit Twente)
- 1985: Na veel regen / Liefde kent geen tijd